# Лысков, Дмитрий Юрьевич
Дмитрий Юрьевич Лысков (род. 13 октября 1977, Ташкент, Узбекская ССР, СССР) — российский журналист, писатель, публицист, телеведущий. Ведущий программы «Отражение» на Общественном телевидении России. Финалист премии ТЭФИ-2019 в номинации «Ведущий общественно-политического ток-шоу прайм-тайма». Награжден отраслевыми и государственными наградами, старшая – Медаль ордена «За заслуги перед Отечеством» II степени.

## Биография
Дмитрий Лысков родился 13 октября 1977 года в Ташкенте.
Учился в МГТУ им. Баумана, факультет «Материалы и технологии». С 1995 года работает в средствах массовой информации, пройдя путь от стажера отдела криминальной хроники до политического аналитика.
Штатную работу начинал в газете «Ведомости. Москва» — впоследствии Жизнь (газета) издательского дома «Ньюс Медиа» (корреспондент Отдела криминальной хроники, шеф-редактор отдела, шеф-редактор Отдела информации), работал в газете «Версты» издательского дома «Пушкинская площадь» (редактор-корреспондент), интернет-издании «Правда. Ру» (обозреватель).
В начале 2000-х годов являлся ответственным секретарем, затем — главным редактором газеты о компьютерных играх «DISKm@n».
C 2005 года по 2006 год работал в информационном агентстве РИА Новости на должности редактора Отдела спецпроектов Дирекции интернет-проектов.
В 2006 году во время работы в РИА Новости являлся одним из организаторов акции «Георгиевская ленточка».
В конце 2006 года вернулся в интернет-издание «Правда. Ру» на должность политического обозревателя. Кроме того во время работы в «Правде. Ру» исполнял иные обязанности:
— разрабатывал концепцию и координировал создание и наполнение ряда интернет-проектов, в частности — веб-сайта Мирового политического форума в Ярославле под эгидой президента РФ Д. А. Медведева;
— занимал должность шеф-редактора Отдела информации;
— занимал должность шеф-редактора видеостудии.
С весны 2013 года работает на Общественном телевидении России. До 2020 года - ведущий ежедневного общественно-политического ток-шоу «ПРАВ?ДА!».
С октября 2020 по 2022 гг. - автор и ведущий еженедельной информационно-аналитической программы "ОТРАЖЕНИЕ с Дмитрием Лысковым" на ОТР. 
С 2024 г. - ведущий программы "ОТРАЖЕНИЕ" вечернего прайм-тайма. 
В сотрудничестве с продакшнами - креативный продюсер, шеф-редактор, сценарист, диктор ряда фильмов, в том числе «Парни с Квартала» («1 канал», 2022 г), «Безумный риск. Часть вторая» («1 канал», 2022 г.), других проектов для федеральных телеканалов.  
С 2015 года - постоянный автор интернет-издания "Взгляд", где публикует статьи исторической тематики. В 2016 году в издании вел цикл, приуроченный к 100-летию революции 1917 года в России.
В 2018 году получил персональное приглашение на инаугурацию Президента России Владимира Путина.
Вёл предвыборные дебаты по выборам президента Российской федерации и выборам в Госдуму на телеканале ОТР.
В 2023 году - награжден Медалью ордена "За заслуги перед Отечеством" II степени (Указ Президента Российской Федерации от 24 апреля 2023 г.)

## Профессиональные достижения
В 2013 году специальную премию «Лучшая телепрограмма» Союза журналистов России получила программа ПРАВ?ДА! Общественного телевидения России. Награждены: директор дирекции общественно-политического вещания: Елена Саркисян, ведущие передачи: Павел Шеремет, Дмитрий Лысков.
7 мая 2018 года получил Благодарственное письмо президента России "за активное участие в работе по подготовке и проведению выборов президента Российской федерации".
В 2018 году получил благодарность Федерального агентства по делам печати и массовых коммуникаций "За многолетний плодотворный труд в отрасли, большой вклад в развитие отечественного телевидения и средств массовых коммуникаций".
В 2018 году награжден Благодарностью Президента Российской Федерации и Почетной грамотой Президента Российской Федерации "За активное участие в общественно-политической жизни российского общества".
В 2019 году "За успешное выполнение задач по освещению общественно-политических и социально-экономических событий в России, разработке и осуществлению информационных и социальных кампаний и акций" получил Почетную грамоту Минкомсвязи России. 
В 2019 году Дмитрий Лысков номинирован на Индустриальную телевизионную премию ТЭФИ в номинации Ведущий общественно-политического ток-шоу прайм-тайма. Вышел в финал вместе с Андреем Норкиным (НТВ) и Дмитрием Куликовым (ТВЦ). 

## Авторские работы
Автор ряда статей и книг по отечественной истории. Публиковался в Военно-историческом сборнике. В 2009 году дебютировал с книгой «Сталинские репрессии, великая ложь XX века» — попыткой анализа современной мифологии, сложившейся вокруг сталинского периода отечественной истории. Впоследствии работа была дважды переиздана.
В 2011 году увидела свет работа «Сумерки Российской империи», на широком историческом материале рассматривавшая вопрос о причинах революции в России начала XX века.
В мае 2012 года в издательстве научной литературы URSS вышла работа «Великая русская революция: 1905—1922», в которой автор предпринял попытку проследить логику событий революционного периода страны и взаимосвязь таких событий с общественно-политическими доктринами и концепциями, главенствовавшими в обществе. В 2013 году книга была переиздана.
В марте 2017 года в издательстве "Алгоритм" вышла работа Дмитрия Лыскова "Сталинские репрессии. «Черные мифы» и факты". Как сообщал автор в своем блоге, - серьезно дополненная, переработанная и актуализированная версия "Сталинских репрессий" 2009 года.    
В апреле 2017 года в издательстве "5 Рим" вышла книга "Политическая история русской революции" - научно-популярная работа, на широком историческом и статистическом материале освещающая вопросы зарождения и развития революции в России. "Экономика, тесно переплетенная с политикой и вопросами качества государственного управления, история общественной мысли, доктрин и идеологий, как государственных, так и оппозиционных, история движений и партий, - либеральных, монархических, националистических, коммунистических их борьбы и взаимодействий", - сказано о книге на сайте издательства.    

## Интересные факты
Авторское название книги «Сталинские репрессии: великая ложь XX века» — «Сталинские репрессии, исследование современной мифологии»; При переиздании книга получала новые названия — «1937. Главный миф XX века» и «Запретная правда о „сталинских репрессиях“: „Дети Арбата“ лгут!».
Первый вариант рукописи, вышедшей впоследствии под названием «Сумерки Российской империи», был опубликован в Интернете под названием «Краткий курс истории Русской революции».
Фрагмент рукописи, которая впоследствии стала книгой «Великая русская революция: 1905—1922», был опубликован в Интернете под названием «Три революции». Однако «Великая русская революция: 1905—1922» — это результат очень серьезной переработки изначального текста.

## Общественная деятельность
В 2006 году являлся одним из организаторов акции «Георгиевская ленточка».
В 2011 году являлся организатором акции Автобус Победы в Москве и одним из координаторов акции в других городах России, приуроченной к 66-й годовщине Победы в Великой Отечественной войне (май 2011 года) и 70-й годовщине парада на Красной площади 7 ноября 1941 года (ноябрь 2011 года). Планировалось вывести на улицы столицы автобусы с изображением медали «За победу над Германией» с профилем Сталина, однако эта инициатива столкнулись с противодействием рекламных компаний, осуществляющих размещение бортовой рекламы на общественном транспорте Москвы.
Акция проводилась на общественные пожертвования, сбор средств велся в сети Интернет.
По словам Дмитрия Лыскова, эта акция носила исторический, а не политический характер: «Она возвращает на улицы городов к 9 мая портрет Верховного Главнокомандующего и призвана напомнить о роли И. В. Сталина в великой Победе».

## Семья
Женат, двое детей — сын и дочь.